# 1 000 000 000 000
O número 1 000 000 000 000 = 1012, denominado bilião (português europeu) ou trilhão (português brasileiro), é o número natural que corresponde à designação de "milhão de milhões". Sua nomenclatura varia conforme seja adotada a escala longa ou a escala curta: embora o termo bilião seja utilizado no português europeu para representar 1012, no português do Brasil, a expressão bilhão corresponde a mil milhões, ou seja, 109.
As palavras billion, trillion e quadrillion estão atestadas no francês médio. No francês do século XVI cada unidade correspondia a um milhão de vezes a unidade anterior. Em inglês americano, cada unidade corresponde a mil vezes a anterior.
Este número aparece na literatura antiga, na forma de uma miríade de miríades de miríades nos escritos de Procópio, possivelmente querendo dizer um número tão grande que não pode ser contado, quando Procópio diz que o imperador bizantino Justiniano matou um trilhão de pessoas.